# サドバリー地区
サドバリー地区（サドバリーちく、英：Sudbury District）は、カナダのオンタリオ州北東部に位置する地方行政区のひとつ。オンタリオ州北部の他の地区と同様に、行政は直接、州政府及び各市町村によって行われている。1907年にアルゴマ地区の一部分が分割されて設立された。
地区名はグレーターサドバリーに由来し、地勢的にはグレーターサドバリー市を取り囲むような形になるが、同市は政治・行政を含め同地区より独立している。

## 主な都市
- エスパノーラ （Espanola）